# Broder Rus
Broder Rus eller Broder Russes Historie er titlen på en roman fra første halvdel af 1500-tallet. Den udkom første gang på dansk i 1555 Arkiveret 22. juni 2018 hos  Wayback Machine, på tysk er titlen 'Bruder Rausch', på engelsk 'Friar Rush'. Fortællingen blev udgivet over hele det protestantiske Europa som et led i propagandaen mod katolicismen efter reformationen.

## Handling
Broder Rus er historien om en djævel (broder Rus), som får arbejde som hjælpekok i et kloster.
Han dræber kokken og lokker brødrene i uføre med druk og løsagtig omgang med kvindfolk.
En bonde overværer et møde mellem Rus og Lucifer og advarer abbeden, som forvandler Rus til en rød hest.

## Uddrag
»Ikke langt herfra, jeg siger Dig det,
 
ligger et græsseligt øde Sted, ,

der skalt Du bo til evig Tid , 

og aldrig mere komme hid 

eller nogen Sted i andre Land, 

Du skalt ej skade Kvinde eller Mand, 

Du skalt ej skade Fisk eller Fæ, 

ej Hus, ej Mark, ej Skov eller Træ 

eller nogen anden Verdens Kreature,

men ligge der til Dommedag og lure.«
 
Broder Rus gjorde, som Abbeden bad, 

han gav et Skraal og tog af sted, 

det gik ham ud foruden Gammen. 

Beskjærme os Gud fra hannem, Amen!